# Casa Califa
La Casa Califa era la residencia del Califa Abdallahi ibn Muhammad, el sucesor del Mahdi Muhammad Ahmad. La casa, convertida en museo etnográfico en 1928, está ubicada en el centro de Omdurmán en el Sudán muy cerca del mausoleo del Mahdi.

## La casa

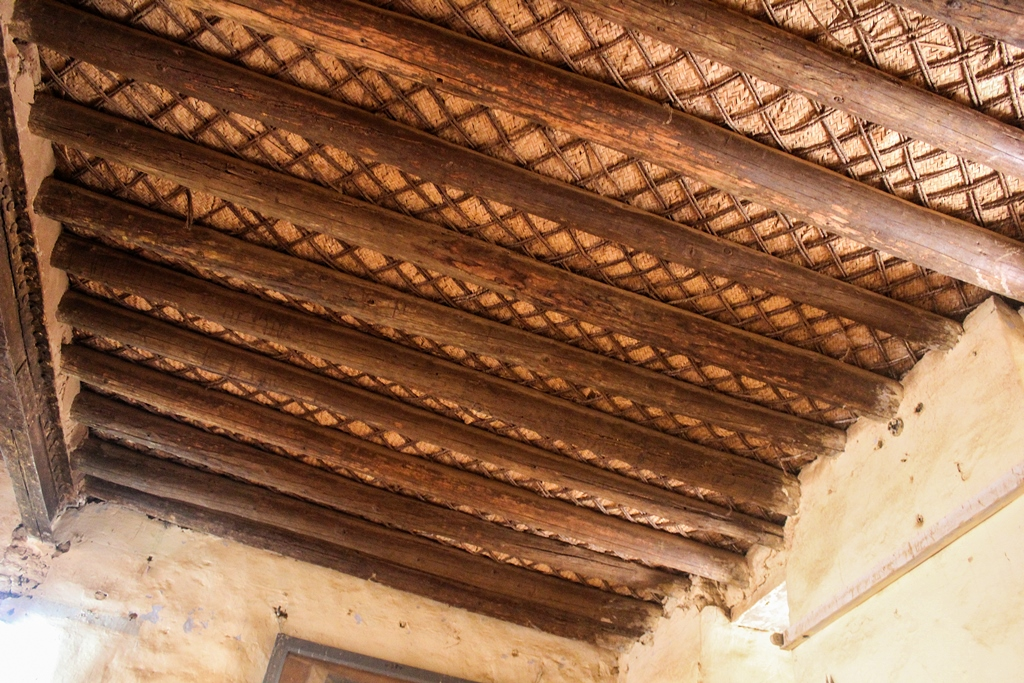
Vigas del techo de la Casa Califa.

Se trata de un edificio de dos pisos con varios patios interconectados. El primer piso fue construido en 1888 y el segundo en 1891. Su tradicional estructura de adobe tiene una gran importancia histórica, ya que exhibe el estilo y la arquitectura imperantes de la época.

## El museo
El museo exhibe artefactos de la época del Estado mahdista, que comprende las dos últimas décadas del siglo XIX, tales como correspondencia, monedas mahdistas, billetes emitidos por Gordon durante el asedio de Jartum, espadas y objetos personales del Califa. En las salas dedicadas a la Batalla de Omdurmán se exhiben fusiles, banderas, lanzas y túnicas recuperadas del campo de batalla. También se incluyen fotografías de Jartum durante aquella época, así como después de su captura por los británicos
Los patios albergan entre otras piezas el primer automóvil que circuló en Sudán y la cúpula original del mausoleo del Mahdi.